# آنتونیو رادا
آنتونیو رادا (اسپانیایی: Antonio Rada‎; ۱۳ ژوئن ۱۹۳۷ – ۱ ژوئن ۲۰۱۴) بازیکن فوتبال اهل کلمبیا بود.
از باشگاه‌هایی که در آن بازی کرده‌است می‌توان به باشگاه فوتبال دپورتیوو پریرا، باشگاه ورزشی اتلتیکو جونیور، و باشگاه فوتبال اتلتیکو ناسیونال اشاره کرد.
وی همچنین در تیم ملی فوتبال کلمبیا بازی کرده‌است.